# Língua suméria

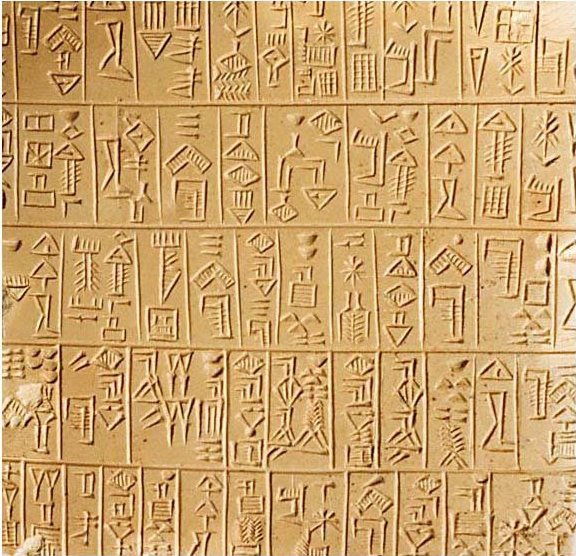
Inscrição em língua suméria do século XXVI a.C.

Sumério (em cuneiforme: 𒅴𒂠 Emegir, "língua nativa") é a língua da antiga Suméria. É atestada como uma das línguas mais antigas, datando de pelo menos 2900 a.C. Acredita-se que seja uma língua local isolada e que tenha sido falada na antiga Mesopotâmia, na área que hoje é o Iraque.
O acadiano, uma língua semítica, gradualmente substituiu o sumério como língua falada na área por volta de 2000 a.C. (a data exata é debatida), mas o sumério continuou a ser usado como uma língua sagrada, cerimonial, literária e científica na língua acadiana e em outros Estados da Mesopotâmia, como a Assíria e a Babilônia, até o século I d.C. Depois disso, parece ter caído na obscuridade até o século XIX, quando os assiriólogos começaram a decifrar as inscrições cuneiformes e tabuletas escavadas que haviam sido deixadas por seus falantes.